# Päidla
Päidla är en ort i Estland. Den ligger i Palupera kommun och landskapet Valgamaa, i den södra delen av landet, 180 km sydost om huvudstaden Tallinn. Päidla ligger 119 meter över havet och antalet invånare är 108.
Terrängen runt Päidla är platt. Runt Päidla är det glesbefolkat, med 17 invånare per kvadratkilometer. Närmaste större samhälle är Otepää, 6,6 km söder om Päidla. I omgivningarna runt Päidla växer i huvudsak blandskog.